# Lac-des-Aigles
Lac-des-Aigles est une ville canadienne située dans l'est du Québec dans la municipalité régionale de comté (MRC) de Témiscouata, au Bas-Saint-Laurent. Elle forme l'extrémité orientale de la MRC à environ 70 km de Rimouski et 100 km de Rivière-du-Loup. Les axes routiers 232 et 296 s'y côtoient et entraînent un flux important de circulation. Le territoire occupe une superficie de 86,71 km2 dont plus de la moitié est zonée agricole.
Le 31 juillet 2024, la fusion des municipalités de Lac-des-Aigles et de Saint-Guy (située dans la MRC des Basques) donne naissance à la ville de Lac-des-Aigles.

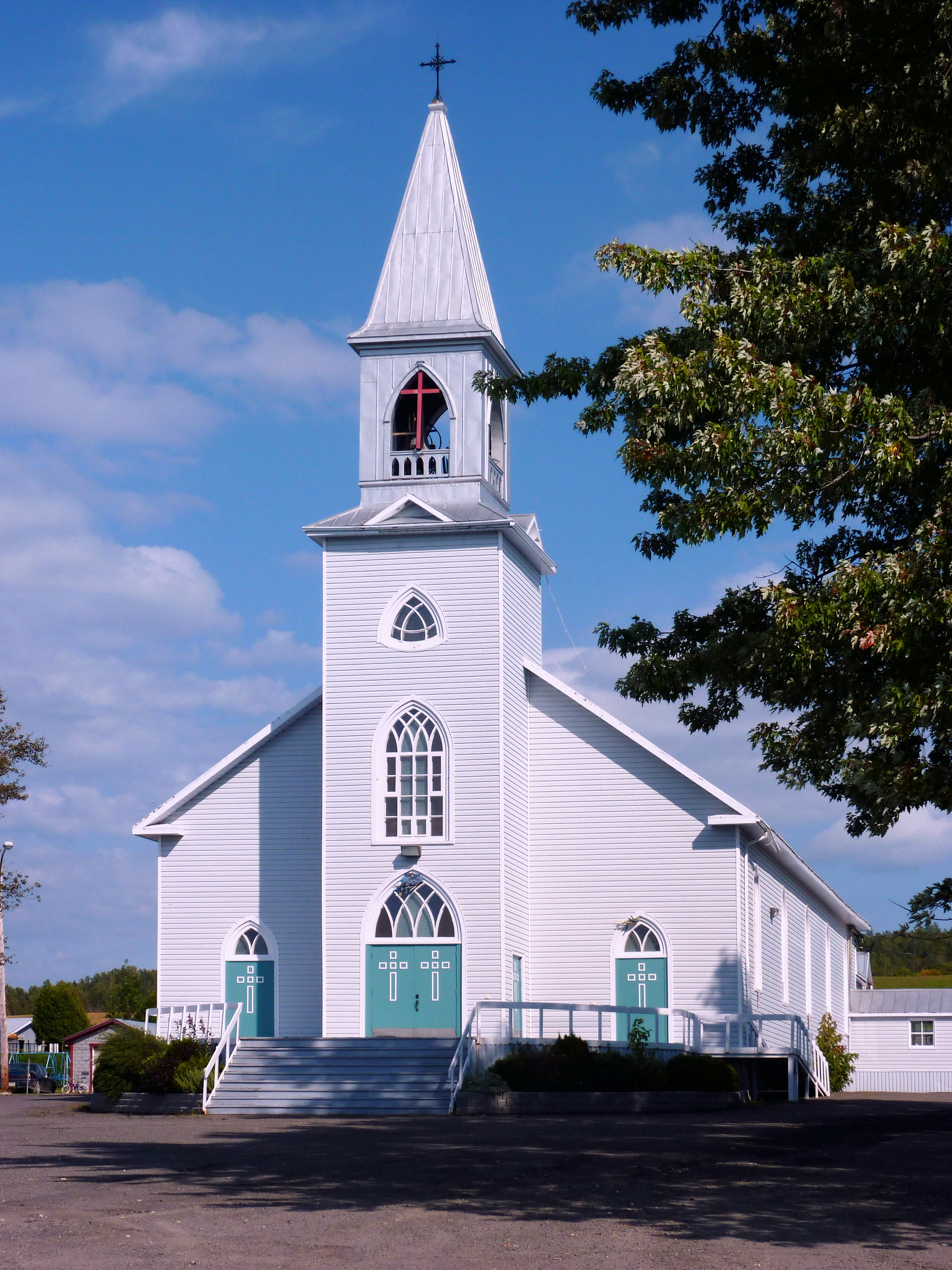
Église de Lac-des-Aigles en août 2009

## Toponymie
La ville de Lac-des-Aigles emprunte son nom au lac des Aigles. Lui-même doit son nom à la présence d'aigle à tête blanche dans le territoire environnant,.

## Histoire
La colonisation de l'endroit débuta en 1931 avec l'arrivée de défricheurs de Saint-Clément, de Saint-Hubert, de Saint-Jean-de-Dieu et de Saint-Cyprien qui manquaient d'espace. La municipalité de Lac-des-Aigles fut créée officiellement en 1948. C'est l'une des localités organisatrices du Ve Congrès mondial acadien en 2014.
Le 31 juillet 2024, les municipalités de Saint-Guy et de Lac-des-Aigles fusionnent afin de former la ville de Lac-des-Aigles.

## Géographie
Lac-des-Aigles est située sur le versant sud du fleuve Saint-Laurent à 300 km au nord-est de Québec et à 430 km au sud-ouest de Gaspé. Les villes importantes près de Lac-des-Aigles sont Rivière-du-Loup à 100 km et La Pocatière à 165 km au sud-ouest, Trois-Pistoles à 60 km à l'ouest, Rimouski à 70 km au nord ainsi qu'Edmundston au Nouveau-Brunswick à 100 km au sud. Le territoire de Lac-des-Aigles couvre une superficie de 229,47 km2. La majorité de ce territoire est zoné agricole.
Les routes provinciales 232 et 296 traversent Lac-des-Aigles.

### Hydrographie
À partir du lac des Messieurs(d), dans l'est de la municitalité, la rivière des Aigles coule vers le sud-ouest jusqu'à son embouchure sur le lac des Aigles(d).
La rivière Touladi délimite le sud-est de la municipalité y coule vers le sud-ouest.
À partir du lac Saint-Jean(d) dans Sainte-Rita, la rivière Sisime des Aigles coule vers le sud-est jusqu'à son embouchure sur le lac des Aigles.

## Démographie
| 1996 | 2001 | 2006 | 2011 | 2016 | 2021 |
| ---- | ---- | ---- | ---- | ---- | ---- |
| 644  | 657  | 609  | 551  | 512  | 495  |

| 1961 | 1966 | 1971 | 1976 | 1981 | 1986 | 1991 |
| ---- | ---- | ---- | ---- | ---- | ---- | ---- |
| 688  | 551  | 308  | 194  | 205  | 178  | 157  |

| 1996 | 2001 | 2006 | 2011 | 2016 | 2021 | - |
| ---- | ---- | ---- | ---- | ---- | ---- | - |
| 108  | 106  | 89   | 91   | 54   | 76   | - |

Distribution de l'âge en 2006

Selon Statistiques Canada, la population de Lac-des-Aigles était de 609 habitants en 2006. La tendance démographique des dernières années suit celle de l'Est du Québec, c'est-à-dire une décroissance. En effet, en 2001, la population était de 657 habitants. Cela correspond à un taux de décroissance de 7,3 % en cinq ans. L'âge médian de la population de Lac-des-Aigles est de 43 ans.
Le nombre total de logements privés dans la municipalité est de 295. Cependant, seulement 251 de ces logements sont occupés par des résidents permanents. La majorité des logements de Lac-des-Aigles sont des maisons individuelles.
Statistiques Canada ne recense aucun immigrant à Lac-des-Aigles. 97,5 % de la population de Lac-des-Aigles a le français comme langue maternelle ; le reste étant partagé à parts égales entre l'anglais et une autre langue. 14,7 % de la population maitrise les deux langues officielles du Canada et tous les habitants de Lac-des-Aigles maitrisent le français. 1,6 % de la population de Lac-des-Aigles est autochtone.
Le taux de chômage dans la municipalité était de 28,3 % en 2006. Le revenu médian des habitants de Lac-des-Aigles est de 15 503 $ en 2005.
44,2 % de la population âgée de 15 ans et plus de Lac-des-Aigles n'a aucun diplôme d'éducation. 33,6 % de cette population n'a que le diplôme d'études secondaires ou professionnelles. 5,8 % de cette population possède un diplôme de niveau universitaire. Tous les diplômés de Lac-des-Aigles ont effectué leurs études à l'intérieur du Canada. Le principal domaine d'études des habitants de Lac-des-Aigles est le « génie, l'architecture et les services connexes ».

## Administration
Les élections municipales ont lieu tous les quatre ans et s'effectuent en bloc sans division territoriale. Le conseil municipal est composé d'un maire et de six conseillers.
| Mandat      | Fonction    | Nom            |
| ----------- | ----------- | -------------- |
| 2013 - 2017 | Maire       | Pierre Bossé   |
| 2013 - 2017 | Conseillers |                |
| 2013 - 2017 | #1          | Michel Dubé    |
| 2013 - 2017 | #2          | Serge Demers   |
| 2013 - 2017 | #3          | Vickie Ouellet |
| 2013 - 2017 | #4          | Luc Sirois     |
| 2013 - 2017 | #5          | Nadia Sheink   |
| 2013 - 2017 | #6          | Frederic Dubé  |

| Lac-des-Aigles Maires depuis 2001                                                                                    |                |         |          |
| Élection | Maire          | Qualité | Résultat |
| 2001 | Claude Breault |         | Voir     |
| 2005 | Claude Breault | Voir    |          |
| 2009 | Claude Breault | Voir    |          |
| 2013 | Claude Breault | Voir    |          |
| 2017 | Pierre Bossé   |         | Voir     |
| 2021 | Pierre Bossé   | Voir    |          |
| Élection partielle en italique Depuis 2005, les élections sont simultanées dans toutes les municipalités québécoises |                |         |          |

De plus, Francine Beaulieu est la directrice-générale, la secrétaire-trésorière et la coordonnatrice en mesures d'urgence de la municipalité.

## Faune
On trouve une flore et une faune abondantes à Lac-des-Aigles grâce à la rencontre de la forêt boréale et celle des feuillus. Ce qui permet d'offrir une diversité d'habitats naturels à plusieurs espèces de mammifères et d'oiseaux (hirondelles de sable, aigle à tête blanche).
Le lac, d'une longueur de 7 kilomètres et de 10 mètres de profondeur, est situé en plein cœur de la municipalité. Lac-des-Aigles se trouvant à proximité de la Réserve Duchénier, soit par l'entrée de Saint-Guy ou de Saint-Narcisse-de-Rimouski, la chasse et la pêche sont favorisées comme activités récréatives. Dans ce village, il y a le Parc Natur'Ailes.

## Économie
L'économie de Lac-des-Aigles tourne principalement autour de l'agriculture et de l'industrie forestière.

## Religion
La paroisse catholique de Lac-des-Aigles fait partie de l'Archidiocèse de Rimouski.